# Bermudai labdarúgó-bajnokság (első osztály)
A Bermudian Premier Division a bermudai labdarúgó-bajnokságok legfelsőbb osztályának elnevezése. 1963-ban alapították és 10 csapat részvételével zajlik. A bajnok a CFU-bajnokságban indulhat.

## A 2011–2012-es bajnokság résztvevői
- Boulevard Blazers (Hamilton)
- Dandy Town Hornets (Pembroke)
- Devonshire Cougars (Devonshire)
- North Village Rams (Hamilton)
- PHC Zebras (Southampton)
- Robin Hood FC
- Somerset Trojans (Somerset)
- Southampton Rangers SC (Southampton)
- St. Davids Warriors (St. David's)
- St. Georges Colts (St. George's)

## Az eddigi bajnokok
| - 1963/64 : Young Men's Social Club - 1964/65 : Young Men's Social Club - 1965/66 : Young Men's Social Club - 1966/67 : Somerset Cricket Club - 1967/68 : Somerset Cricket Club - 1968/69 : Somerset Cricket Club - 1969/70 : Somerset Cricket Club - 1970/71 : Pembroke Hamilton Club - 1971/72 : Devonshire Colts - 1972/73 : Devonshire Colts - 1973/74 : North Village Community Club - 1974/75 : Hotels International FC - 1975/76 : North Village Community Club - 1976/77 : Pembroke Hamilton Club - 1977/78 : North Village Community Club - 1978/79 : North Village Community Club - 1979/80 : Hotels International FC | - 1980/81 : Southampton Rangers SC - 1981/82 : Somerset Cricket Club - 1982/83 : Somerset Cricket Club - 1983/84 : Somerset Cricket Club - 1984/85 : Pembroke Hamilton Club - 1985/86 : Pembroke Hamilton Club - 1986/87 : Somerset Cricket Club - 1987/88 : Dandy Town - 1988/89 : Pembroke Hamilton Club - 1989/90 : Pembroke Hamilton Club - 1990/91 : Boulevard Community Club - 1991/92 : Pembroke Hamilton Club - 1992/93 : Somerset Cricket Club - 1993/94 : Dandy Town - 1994/95 : Boulevard Community Club - 1995/96 : Vasco da Gama FC - 1996/97 : Devonshire Colts | - 1997/98 : Vasco da Gama FC - 1998/99 : Vasco da Gama FC - 1999/00 : PHC Zebras - 2000/01 : Dandy Town Hornets - 2001/02 : North Village Community Club - 2002/03 : North Village Community Club - 2003/04 : Dandy Town Hornets - 2004/05 : Devonshire Cougars - 2005/06 : North Village Community Club - 2006/07 : Devonshire Cougars - 2007/08 : PHC Zebras - 2008/09 : Devonshire Cougars - 2009/10 : Dandy Town Hornets - 2010–11 : North Village Community Club - 2011/12 : Dandy Town Hornets |

## Bajnoki címek eloszlása
| Klub                         | Város       | Bajnoki címek | Utolsó |
| ---------------------------- | ----------- | ------------- | ------ |
| Somerset Cricket Club        |             | 9             | 1993   |
| Pembroke Hamilton Club       | Pembroke    | 9             | 2008   |
| North Village Community Club |             | 8             | 2011   |
| Dandy Town SC                | Pembroke    | 6             | 2012   |
| Devonshire Cougars           | Devonshire  | 3             | 2009   |
| Devonshire Colts             | Devonshire  | 3             | 1997   |
| Vasco da Gama FC             |             | 3             | 1999   |
| Young Men's Social Club      |             | 3             | 1966   |
| Boulevard Community Club     |             | 2             | 1995   |
| Hotels International FC      |             | 2             | 1980   |
| Southampton Rangers SC       | Southampton | 1             | 1981   |

## Külső hivatkozások
- Adatok, információg a FIFA honlapján Archiválva 2012. november 9-i dátummal a Wayback Machine-ben